# Tư thục
Tư thục là trường tư, tức là một trường học do tư nhân thành lập và điều hành. Có thể là Đại học tư thục hoặc trung học tư thục. Còn được gọi là trường phi chính phủ, trường tư nhân tài trợ hoặc trường ngoài nhà nước. Trong tiếng Anh Anh, trường độc lập (independent school) thường dùng để chỉ một trường được ưu đãi, tức là được tổ chức bởi một quỹ tín thác, tổ chức từ thiện, trong khi trường tư (private school) là trường thuộc sở hữu tư nhân.
Trường tư nhân, còn được gọi là trường độc lập, là một trường học  độc lập về tài chính và quản trị, không phải là thuộc quản lý của chính quyền hay cơ quan địa phương, các chính phủ tiểu bang hoặc quốc gia, do đó, chúng vẫn giữ được quyền lựa chọn sinh viên, học sinh của họ và được tài trợ toàn bộ hoặc một phần bằng cách thu học phí, hơn là dựa vào thuế bắt buộc thông qua tài trợ (chính phủ) công cộng, học sinh có thể có được một học bổng vào một trường tư và làm cho chi phí rẻ hơn tùy thuộc vào một tài năng hoặc khả năng mà học sinh có thể có, ví dụ học bổng thể thao, học bổng nghệ thuật, học bổng học tập...
Các trường độc lập thường không phụ thuộc vào chính quyền quốc gia hoặc địa phương để tài trợ cho nguồn tài chính của họ. Họ thường có một hội đồng quản trị hoặc hội đồng điều hành được bầu độc lập với chính phủ và có một hệ thống quản trị đảm bảo hoạt động độc lập của họ.
Ở Vương quốc Anh và một số quốc gia thuộc Khối thịnh vượng chung khác bao gồm Úc và Canada, việc sử dụng thuật ngữ này thường bị hạn chế ở các cấp giáo dục tiểu học và trung học; nó hầu như không bao giờ được sử dụng cho các trường đại học và các cơ sở giáo dục đại học khác.  Trong khi đó, giáo dục tư nhân ở Bắc Mỹ bao gồm toàn bộ hoạt động giáo dục khác nhau, từ mẫu giáo cho đến các tổ chức cấp đại học.
Học phí tại các trường  tư thục khác nhau giữa các trường và phụ thuộc  vào nhiều yếu tố, bao gồm cả vị trí của trường, sự sẵn sàng trả giá của các bậc cha mẹ, học phí các trường tương đương và vốn tài chính của trường. Nếu nhà trường yêu cầu Học phí cao, thường được sử dụng để trả lương cao hơn cho các giáo viên tốt nhất và cũng được sử dụng để tăng chất lượng môi trường học tập, bao gồm tỷ lệ cao số giáo viên, quy mô lớp học nhỏ và dịch vụ, chẳng hạn như thư viện, phòng thí nghiệm khoa học và máy tính. Một số trường tư nhân là các trường nội trú và học viện quân sự tư nhân.
Các trường học tôn giáo và giáo phái tạo thành một tiểu thể loại của các trường tư nhân. Một số trường giảng dạy về tôn giáo, cùng với các môn học thông thường để gây ấn tượng với các tín ngưỡng và truyền giảng đức tin cụ thể của mình trong những học sinh tham dự. Chúng bao gồm các trường học giáo xứ, một thuật ngữ thường được sử dụng để biểu thị các trường Công giáo La Mã. Các nhóm tôn giáo khác củng tham gia lĩnh vực giáo dục tư nhân bao gồm Tin Lành, Phật giáo, Do Thái giáo,  Hồi giáo, Chính thống giáo.
Các trường tư nhân cũng có thể cung cấp giáo dục đặc biệt và giáo dục thay thế. Giáo dục đặc biệt (Special Education) là ngành giáo dục được thiết kế dành riêng cho những em nhỏ, học sinh có khác biệt cá nhân  hoặc nhu cầu đặc biệt,  như là cho những trẻ em chậm phát triển, có thiểu năng trí tuệ hoặc trẻ em khuyết tật. Giáo dục thay thế (Alternative education) cung cấp nhiều cách tiếp cận sư phạm khác với phương pháp sư phạm chính thống, các chương trình giáo dục cải cách như là Phương pháp giáo dục Montessori, Giáo dục Waldorf,.... và  bao gồm cả  các chương trình giáo dục cho học sinh đang dưới sự giám sát của tòa, bị trục xuất khỏi trường hoặc thiếu điểm và đã trải qua những khó khăn trong các môi trường giáo dục truyền thống. Nhiều giải pháp thay thế giáo dục nhấn mạnh quy mô lớp học nhỏ, mối quan hệ chặt chẽ giữa học sinh và giáo viên và ý thức cộng đồng.
Các trường tư thường tránh được một số quy định của Nhà nước, mặc dù vẫn chịu sự kiểm soát của nhà nước về chất lượng giáo dục, hầu hết thực hiện theo các quy định liên quan đến nội dung giáo dục của các lớp học.